# Hetman Ivan Mazepa
La Hetman Ivan Mazepa (F211) es una corbeta antisubmarina de la clase Ada de la Armada de Ucrania actualmente en proceso de equipamiento. El barco lleva el nombre de Iván Mazepa, un prominente líder cosaco ucraniano que se volvió contra el zarismo de Rusia de Pedro el Grande y se unió al bando de Carlos XII de Suecia durante la invasión sueca de Rusia.
El barco se colocó oficialmente el 7 de septiembre de 2021, y se botó el 2 de octubre de 2022. Cuando esté terminado, el barco será el buque insignia de la Armada de Ucrania y será el primer barco moderno de combate de alta mar de la armada ucraniana.

## Desarrollo y diseño

### Antecedentes
En el momento de su creación moderna en la década de 1990, la Armada de Ucrania consistía principalmente en buques de guerra heredados de la Flota soviética del Mar Negro y las tropas de frontera soviéticas. Estos incluyeron fragatas Proyecto 1135 Burevestnik (Clase Krivak), corbetas Proyecto 1124 Al'batros (Clase Grisha), barcos lanzamisiles Proyecto 206MR Vikhr (Clase Matka), y una serie de otras embarcaciones auxiliares de alta mar y baja mar. Estos barcos se mantuvieron y operaron en estrecha cooperación con la Federación Rusa recién reconstituida, que había heredado el resto de la Flota del Mar Negro. Sin embargo, el grave estado de la economía ucraniana en los años posteriores a la independencia provocó el desguace o la venta de muchos barcos.

### Cooperación con Turquía
A principios de 2014 se produjo una revolución en Ucrania, que depuso al gobierno prorruso de Viktor Yanukovich. Esto resultó en un deterioro de las relaciones entre el nuevo gobierno ucraniano y Rusia, y condujo aún más a la anexión de Crimea por parte de la Federación Rusa, lo que resultó en la incautación de la mayoría de la Armada ucraniana, incluidos barcos importantes como las corbetas Lutsk y Ternópil. La pérdida de la gran mayoría de estos barcos constituyó una reducción significativa de las capacidades de combate de la Armada de Ucrania. Como tal, se hizo necesario adquirir nuevos barcos. Como parte de estos esfuerzos, se firmó un memorando con Turquía que incluía tanto la compra de drones de ataque Bayraktar TB2 y construcción de dos corbetas, con opción a dos más.
En diciembre de 2020, el jefe del Departamento de Industria de Defensa de Turquía, Ismail Demir, firmó un acuerdo con el Ministerio de Defensa de Ucrania sobre la construcción de dos corbetas del proyecto MILGEM turco (tipo Ada) para la Armada de Ucrania. Ambas corbetas iban a ser construidas en Turquía en el astillero RMK Marine en Tuzla, Estambul. Se preveía que el contratista principal fuera la empresa de diseño estatal turca Savunma Teknolojileri Mühendislik ve Ticaret A.Ş. El costo del primer barco ucraniano en su clase se estimó en aproximadamente 8 mil millones de hryvnia, sin tener en cuenta el equipamiento de armas. Además, se iban a construir dos o tres corbetas más bajo licencia en Ucrania en el astillero Okean en Mykolaiv.

### Armamento propuesto
Radio Free Europe/Radio Liberty afirmó el 9 de agosto de 2021 que el Ministerio de Defensa de Ucrania había revelado los sistemas de armas de las corbetas. Según los informes, la corbeta estaría equipada con misiles antibuque estadounidenses RGM-84 Harpoon. El R-360 Neptun desarrollado por Ucrania, el ATMACA turco y el misil de ataque naval estadounidense-noruego habían sido otros contendientes. Las declaraciones en ese momento sugirieron la instalación del CIWS Millennium de Rheinmetall Oerlikon, pero las imágenes posteriores muestran el CIWS Gokdeniz fabricado por Aselsan. Los misiles MICA franceses, lanzados desde un VLS, se instalarían con fines de defensa aérea. Un cañón Otobreda 76 mm se montaría un cañón STAMP de 12,7 mm. Se consideró que las principales armas ASW eran el torpedo MU90.

## Construcción

### Botadura

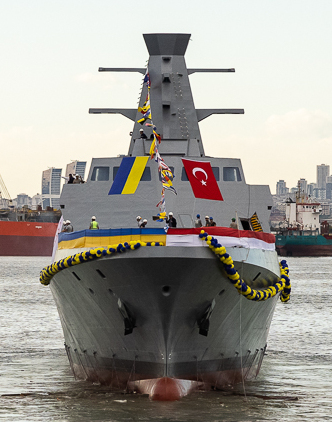
El Hetman Ivan Mazepa durante su botadura el 2 de octubre de 2022.

La construcción del barco comenzó el 28 de abril de 2021 y la ceremonia oficial de colocación tuvo lugar el 7 de septiembre de 2021. El barco fue botado por la primera dama de Ucrania, Olena Zelenska, el 2 de octubre de 2022. El Ministro de Defensa de Turquía, Hulusi Akar asistió a la ceremonia, junto con el presidente de la Agencia de la Industria de Defensa (SSB), el profesor İsmail Demir, el gerente general de STM, Özgür Güleryüz, y el vicealmirante de la Armada de Ucrania, Oleksiy Neizhpapa.
Inicialmente, se planeó que el barco fuera remolcado a Ucrania para completar su equipamiento a fines de 2022 y en 2023, se planeó equipar la corbeta, antes de que pudieran comenzar las pruebas en el mar. Sin embargo, debido al bloqueo de la costa ucraniana por parte de la flota rusa del Mar Negro, se desconoce el destino de estos planes y es probable que el barco se complete en Turquía.

### Denominación
Por decreto del presidente ucraniano Volodímir Zelenski, el barco lleva el nombre de Ivan Mazepa, un destacado líder cosaco ucraniano que se volvió contra el zarismo de Rusia dirigido por Pedro el Grande y se unió al lado de Carlos XII de Suecia durante la invasión sueca de Rusia.  Tras el hundimiento de la fragata Hetman Sahaidachny del Proyecto 1135, se prevé que Ivan Mazepa se convierta en el buque insignia de la Armada de Ucrania.